# Témiscaming

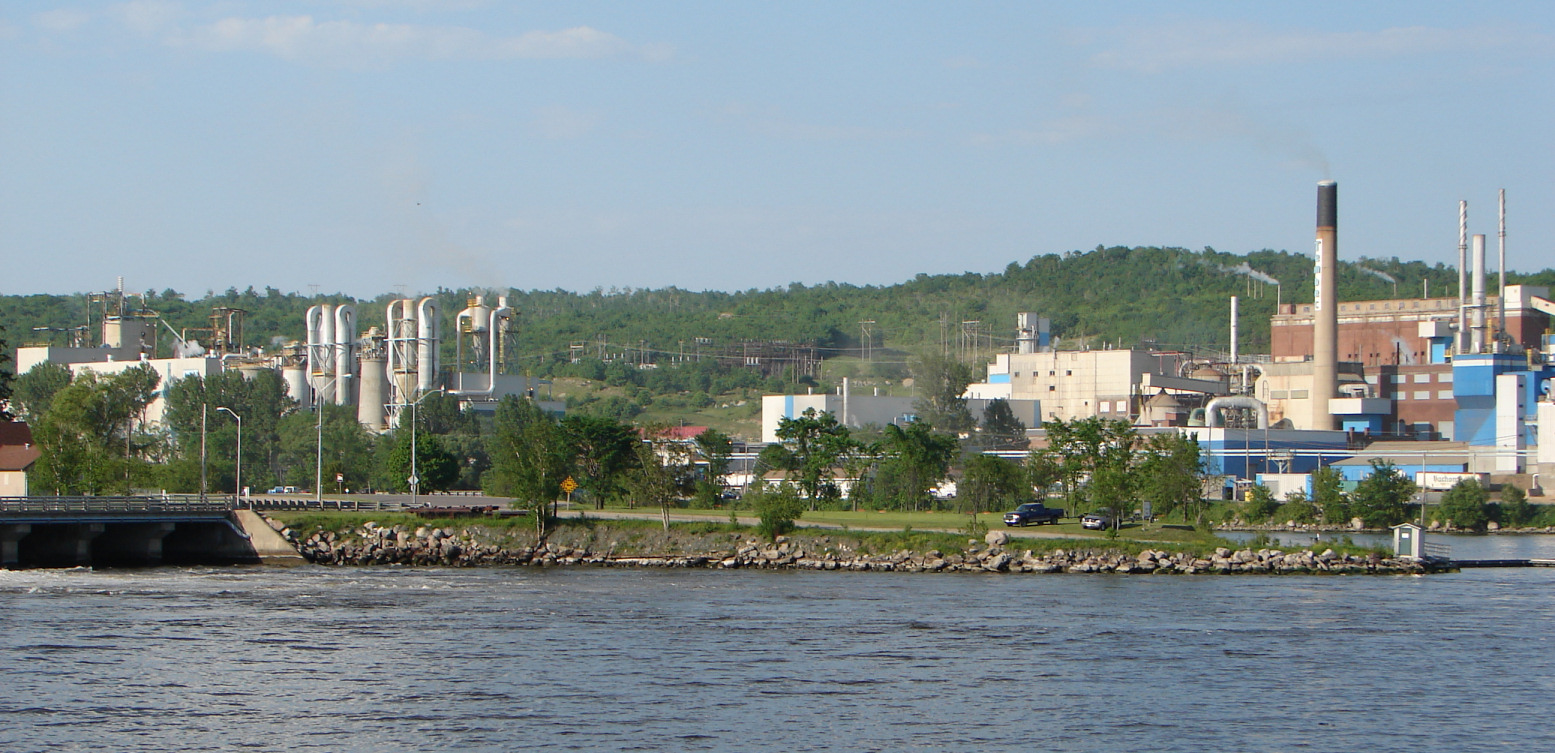
O moinho no Ottawa River em Temiscaming, Quebec.

Témiscaming é uma cidade localizada ao sul do lago Lac Témiscamingue na parte acima do Rio Ottawa, a oeste de Quebec, Canadá. Também se localiza próxima do Lac Kipawa, que beira a costa lateral do Canadá.